# 魑魅魍魎
魑魅魍魎，是源自中國上古傳說中，在山澤間害人的精怪，原意爲「各式各樣的妖魔鬼怪」。魑魅和魍魎其實是兩種不同的東西。

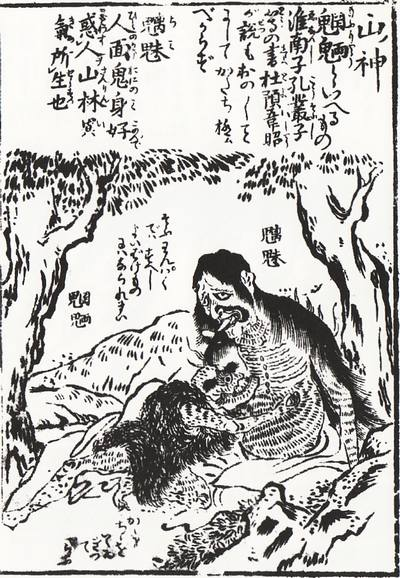
江戸伊勢屋治助著作《百鬼夜講化物語》的圖片。右邊是魑魅、左邊是魍魎。

魑魅：魑同「彲」；魅同「鬽」。魑魅也稱做夔。為山林異氣所生，木石化成的精怪。特徵是人面獸身四足，好魅惑人。
魑：通「螭」，像龍的猛獸，無角，也有一說是山林異氣所生，在深山老林害人的怪物，是為山鬼也。(魑常以魑魅做搭配，單字使用時指「螭」，沒有害人妖怪的意思。 如淳注曰：「今左傳作螭魅、乃俗寫之譌。東京賦作魑、亦是俗字。徐鉉於鬼部增魑字。誤矣。」)
魅：則是百物之精華，也就是世間百物日久吸收天地精華而成精，即天地間的精靈，一般以外貌姣好而吸引人。
魍魎：別稱「罔兩」、「罔閬」。為水中精怪，顓頊幼子，外型如三歲小兒，色赤黑，目赤、耳長、髮潤。喜食亡者肝。此外魍魎可以指「影子外層的淡影」或「渺茫無所依的樣子」，原意爲「山林間交互重疊、晃動不清的影子令人心生懼怕」。
原为古代传说中的鬼怪，現用作形容各种各样的坏人。

## 對聯
在古今談概中的唐狀元對有「琴瑟琵琶，八大王一般頭面；魑魅魍魎，四小鬼各自肚腸。」。在明末清初褚人获的笔记小说《坚瓠集》(堅瓠七集/卷四/唐守之對) 中也記有：「唐状元皋。出使朝鲜。其主出对。命属云。琴瑟琵琶。八大王一般头面。守之对云。魑魅魍魉。四小鬼各样肚肠。朝鲜主骇服。」 ；明朝笔记小说《宦游纪闻》也有記載；此對也曾被金庸小說《射鵰英雄傳》所借用。。

## 出處

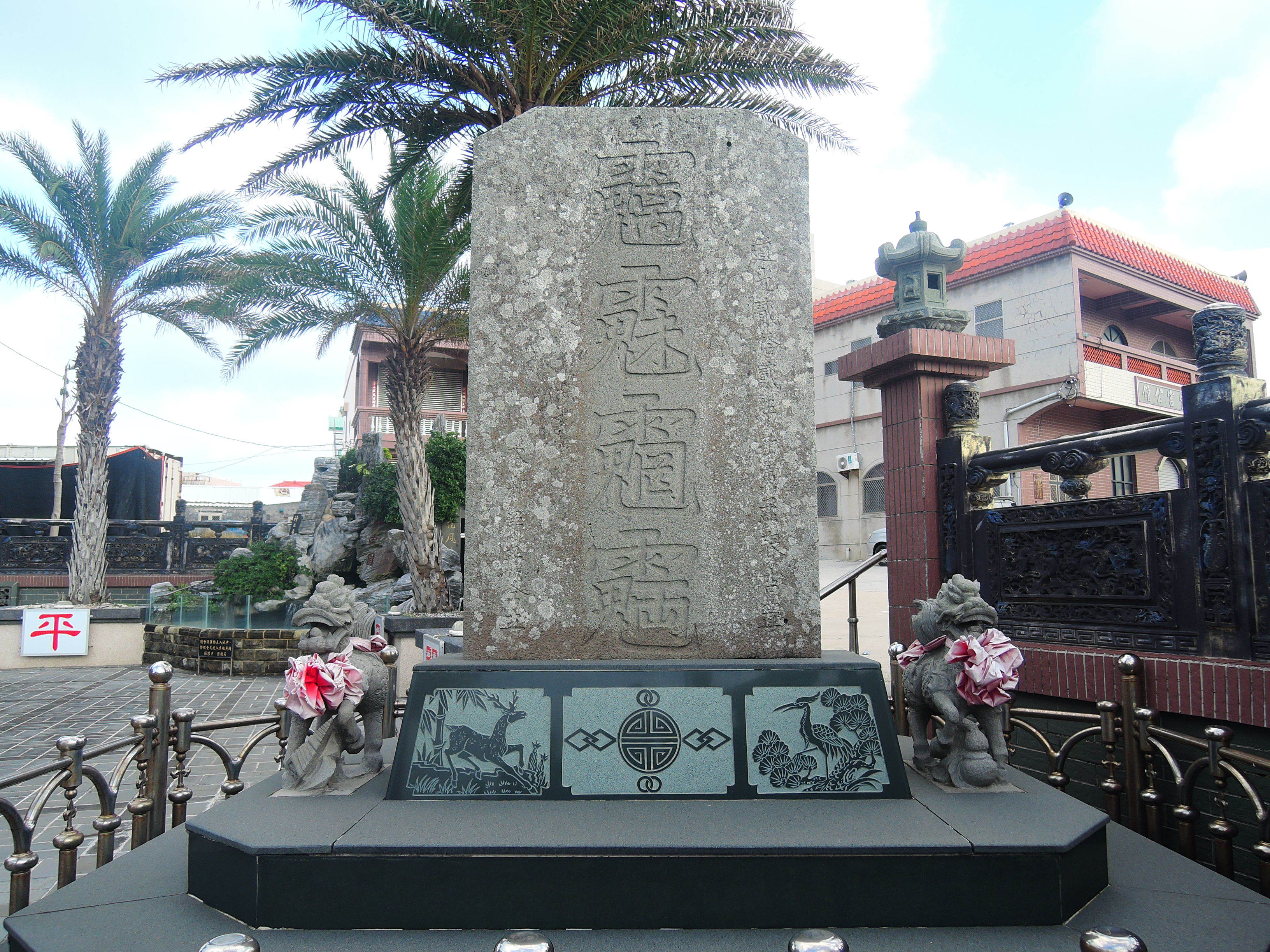
中華民國澎湖縣「魑魅魍魎」石敢當，位於白沙鄉的後寮威靈殿。

- 《國語·魯語下》:“木石之怪曰夔（音魁），罔兩。

- 《左傳·宣公三年》：“魑魅魍魉，莫能逢之。”

- 《史記·五帝本紀》索隱引服虔雲：“魑魅，人面獸身四足，好惑人。”

- 《山海經·四次四經》：“剛山多神𩳁（⿰光鬼，該字在多數文字編碼中無法顯示），其狀人面獸身，一足一手，其音如欽。”

- 《通典·樂典》：“蚩尤氏帥魑魅與黄帝戰於涿鹿，帝命吹角作龍吟以禦之。”

- 《路史·後紀四》：“蚩尤乃驅罔兩，以肆志於諸侯。”

- 《史記·孔子世家》：“丘聞之︰木石之怪，夔、蝄蛃；水之怪，龍、罔象；土之怪，墳羊。”

- 《周禮》：“以夏日至，致地示魅。”鄭玄註：百物之神曰魅。

- 《辭海》：“魑，一種無角的龍。”

- 《說文》：“魑，若龍而黃。”鄭玄註：魑，猛獸也。

- 《文選．鮑照．蕪城賦》：「木魅山鬼，野鼠城狐，風嗥雨嘯，昏見晨趨。」

- 《洛陽伽藍記．卷四．法雲寺》：「當時婦人著綵衣者，皆指其狐魅。」

- 唐．杜甫〈天末懷李白〉詩：「文章憎命達，魑魅喜人過。」

- 元．關漢卿《單刀會》第四折：「藏之則鬼神遁跡，出之則魑魅潛蹤。」

- 三国．《漢書·司馬相如傳上》 如淳注曰：「今左傳作螭魅、乃俗寫之譌。東京賦作魑、亦是俗字。徐鉉於鬼部增魑字。誤矣。」

## 参看
- 哪吒传奇
- 日本妖怪列表
- 中国妖怪列表

## 註解
1. ↑  拼音：，注音：，粤拼：，切
2. ↑  《坚瓠集》(堅瓠七集/卷四/唐守之對) ：「唐状元皋。出使朝鲜。其主出对。命属云。琴瑟琵琶。八大王一般头面。守之对云。魑魅魍魉。四小鬼各样肚肠。朝鲜主骇服。」
3. ↑  《宦游纪闻》：安南国遣使来献朝命程篁墩先生父程某作馆伴。使出一对求对：“琵琶琴瑟八大王一般头脑。”程命其子篁墩先生敏政对时年才数龄对云：“魑魅魍魉四小鬼各样肚肠。”使惊异自是朝贡不绝矣